# Satchelliella fonticola
Satchelliella fonticola és una espècie d'insecte dípter pertanyent a la família dels psicòdids que es troba a Europa, incloent-hi Alemanya, Itàlia i França.